# DOS/V
DOS/V is een op DOS gebaseerd besturingssysteem dat in 1990 op de markt werd gebracht door IBM. Het is een speciale versie voor de Japanse markt zodat men op IBM Personal Computers en klonen Japanse tekens kon invoeren. Het besturingssysteem werd initieel ontwikkeld voor IBM PS/55 (een Japanse versie van PS/2). Kanji-lettertypes en andere regionale informatie werd bewaard op de harde schijf in plaats van een computerchip.
NEC, destijds marktleider van personal computers in Japan, startte een samenwerking met IBM om DOS/V ook uit te brengen voor de NEC PC-98.
DOS/V mag men niet verwarren met PC-DOS 5.